# رودپهن
رودپهن، روستایی از توابع بخش مرکزی شهرستان بافت در استان کرمان ایران است.
رودپهن روستايي كوچك از توابع دهستان خبر است و همه افراد ان از فرزندان و نوادگان 
ذوالفعلي ملكشاهي هستند . 
فاصله رودپهن از خبر حدود 15 كيلومتر به سمت غرب است و راه ان از ديخوييه به رودپهن ( حدود 5 كيلومتر ) خاكي است
درامد اهالى روستا از كشاورزى و دامدارى است و در باغات اين روستا  انجير ، قيصى ، انار ، بادام و گردو و سيب و غيره توليد ميشود

## جمعیت
این روستا در دهستان خبر (بافت) قرار دارد و براساس سرشماری مرکز آمار ایران در سال ۱۳۸۵، جمعیت آن ۲۸ نفر (۷خانوار) بوده‌است.